# Стари заветни крст у Палилули
Стари заветни крст у Палилули, насељеном месту на територији општине Сврљиг, налази се код старе задружне зграде, у средишту села.
Крст који припада категорији оброчних крстова, постављен је на заветном месту, на којем се народ окупљао за Светог Николу. Идентичан је крсту у Мечјем Долу. Поседује по једно полулоптасто испупчење на врху и бочним краковима. У доњем делу исклесане су са обе стране плетенице. У средњем делу читавом дужином и ширином, урезан је крст, чији се попречни кракови такође завршавају крстовима. У врху крста урезана је 1879. година, а при дну: Св. от(а)ц Никола“ и имена: „Гојко Дајишин, Јован – 1880. Са задње стране, при врху, дописано је још једно име: и Тома Стојанов.
Kонфигурација терена око крста не наговештава постојање остатака неког објекта, мада стари мештани ово место називају и црквиштем.